# Ilex clemensiae
Ilex clemensiae är en järneksväxtart som beskrevs av Hermann Heino Heine. Ilex clemensiae ingår i släktet järnekar, och familjen järneksväxter. Inga underarter finns listade i Catalogue of Life.